# 6261 Chione
6261 Chione è un asteroide areosecante. Scoperto nel 1976, presenta un'orbita caratterizzata da un semiasse maggiore pari a 2,3581097 UA e da un'eccentricità di 0,3476955, inclinata di 21,82192° rispetto all'eclittica.